# Salinasbusktyrann
Salinasbusktyrann (Neoxolmis salinarum) är en fågel i familjen tyranner inom ordningen tättingar.

## Utbredning och systematik
Fågeln förekommer i torra saliner i nordvästra Argentina. Den behandlas som monotypisk, det vill säga att den inte delas in i några underarter.

### Släktestillhörighet
Tidigare placerades arten i släktet Xolmis, men genetiska studier visar att arterna inte står varandra närmast. Salinasbusktyrannen står istället nära kastanjegumpad busktyrann (Neoxolmis rufiventris) och har därför flyttats över till Neoxolmis.

## Status
Arten har ett begränsat utbredningsområde, men beståndet anses vara stabilt. IUCN kategoriserar arten som livskraftig.